# Wołowiec, Hạt Kamień
Wołowiec [vɔˈwɔvjɛt͡s] (Ravenhorst của Đức)  là một ngôi làng thuộc khu hành chính của Gmina Golczewo, thuộc quận Kamień, West Pomeranian Voivodeship, ở phía tây bắc Ba Lan.